# Раве (Марказі)
Раве (перс. راوه) — село в Ірані, у дегестані До-Дегак, у Центральному бахші, шахрестані Деліджан остану Марказі. За даними перепису 2006 року, його населення становило 1510 осіб, що проживали у складі 366 сімей.

## Клімат
Середня річна температура становить 14,58 °C, середня максимальна – 32,78 °C, а середня мінімальна – -6,92 °C. Середня річна кількість опадів – 203 мм.
| Клімат поселення                              | Клімат поселення | Клімат поселення | Клімат поселення | Клімат поселення | Клімат поселення | Клімат поселення | Клімат поселення | Клімат поселення | Клімат поселення | Клімат поселення | Клімат поселення | Клімат поселення | Клімат поселення |
| Показник                                      | Січ.             | Лют.             | Бер.             | Квіт.            | Трав.            | Черв.            | Лип.             | Серп.            | Вер.             | Жовт.            | Лист.            | Груд.            |                  |
| Середній максимум, °C                         | 9,75             | 11,81            | 16,49            | 22,79            | 27,63            | 31,55            | 32,78            | 31,99            | 28,55            | 22,53            | 16,18            | 9,90             |                  |
| Середня температура, °C                       | 1,42             | 3,49             | 8,16             | 14,47            | 19,30            | 23,21            | 26,61            | 25,82            | 22,38            | 16,35            | 10,03            | 3,72             |                  |
| Середній мінімум, °C                          | −6,92            | −4,84            | −0,16            | 6,14             | 10,96            | 14,88            | 20,45            | 19,64            | 16,20            | 10,18            | 3,86             | −2,44            |                  |
| Норма опадів, мм                              | 32               | 31               | 38               | 25               | 18               | 2                | 1                | 1                | 0                | 9                | 18               | 28               |                  |
| Середньомісячна швидкість вітру, м/с          | 1.31             | 2.15             | 2.61             | 2.94             | 2.72             | 2.55             | 2.66             | 2.43             | 2.21             | 2.07             | 1.54             | 1.42             |                  |
| Середньомісячна сонячна радіація, кДж/м²·день | 9684             | 12930            | 15304            | 18733            | 22556            | 26655            | 25962            | 24247            | 21067            | 15746            | 11464            | 9342             |                  |
| --------------------------------------------- | ---------------- | ---------------- | ---------------- | ---------------- | ---------------- | ---------------- | ---------------- | ---------------- | ---------------- | ---------------- | ---------------- | ---------------- | ---------------- |
| Джерело:                                      |                  |                  |                  |                  |                  |                  |                  |                  |                  |                  |                  |                  |                  |